# Éparchie de Mourmansk

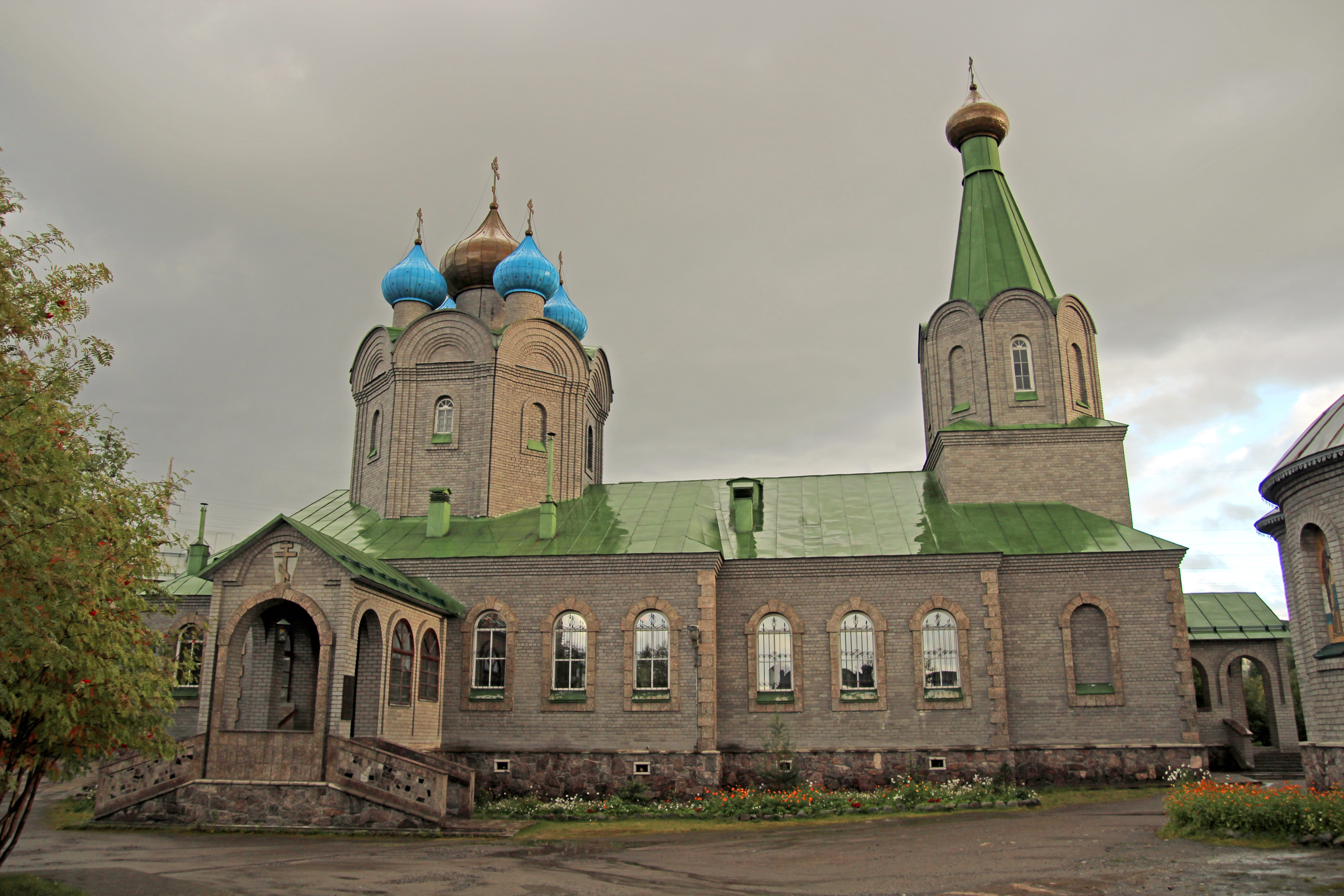
Cathédrale Saint-Nicolas de Mourmansk, construite en 1985.

L'éparchie de Mourmansk  (Му́рманская епа́рхия) est une éparchie (diocèse) de l'Église orthodoxe russe en Russie dont le siège est la cathédrale Saint-Nicolas de Mourmansk. Elle a juridiction sur les paroisses et les monastères d'une grande partie de l'oblast de Mourmansk. Elle est dirigée depuis le 26 février 2019 par l'évêque Mitrophane (Badanine).

## Histoire
Ce territoire est formé par une décision de l'assemblée du Saint-Synode du 27 décembre 1995 en conséquence du partage de l'éparchie d'Arkhanguelsk.
Les saints de la presqu'île de Kola sont fêtés à partir de 2003 le 28 décembre, jour de la fête de saint Tryphon de la Petchenga.
Le 2 octobre 2013, le Saint-Synode érige l'éparchie de Severomorsk à partir du territoire de l'éparchie de Mourmansk. Les deux territoires entrent donc ce même jour sous la métropolie de Mourmansk.

## Évêques
- Simon (Guetia) (27 décembre 1995 — 26 février 2019);
- Mitrophane (Badanine) (depuis le 26 février 2019).

## Monastères
- Monastère de Khibinogorsk (Kirovsk), femmes
- Monastère Saint-Théodorite-de-Kola (Mourmansk), hommes[3].
- Hôtellerie-filiale du monastère de la Petchenga, hommes.

## Doyennés
- Doyenné de Kandalakcha

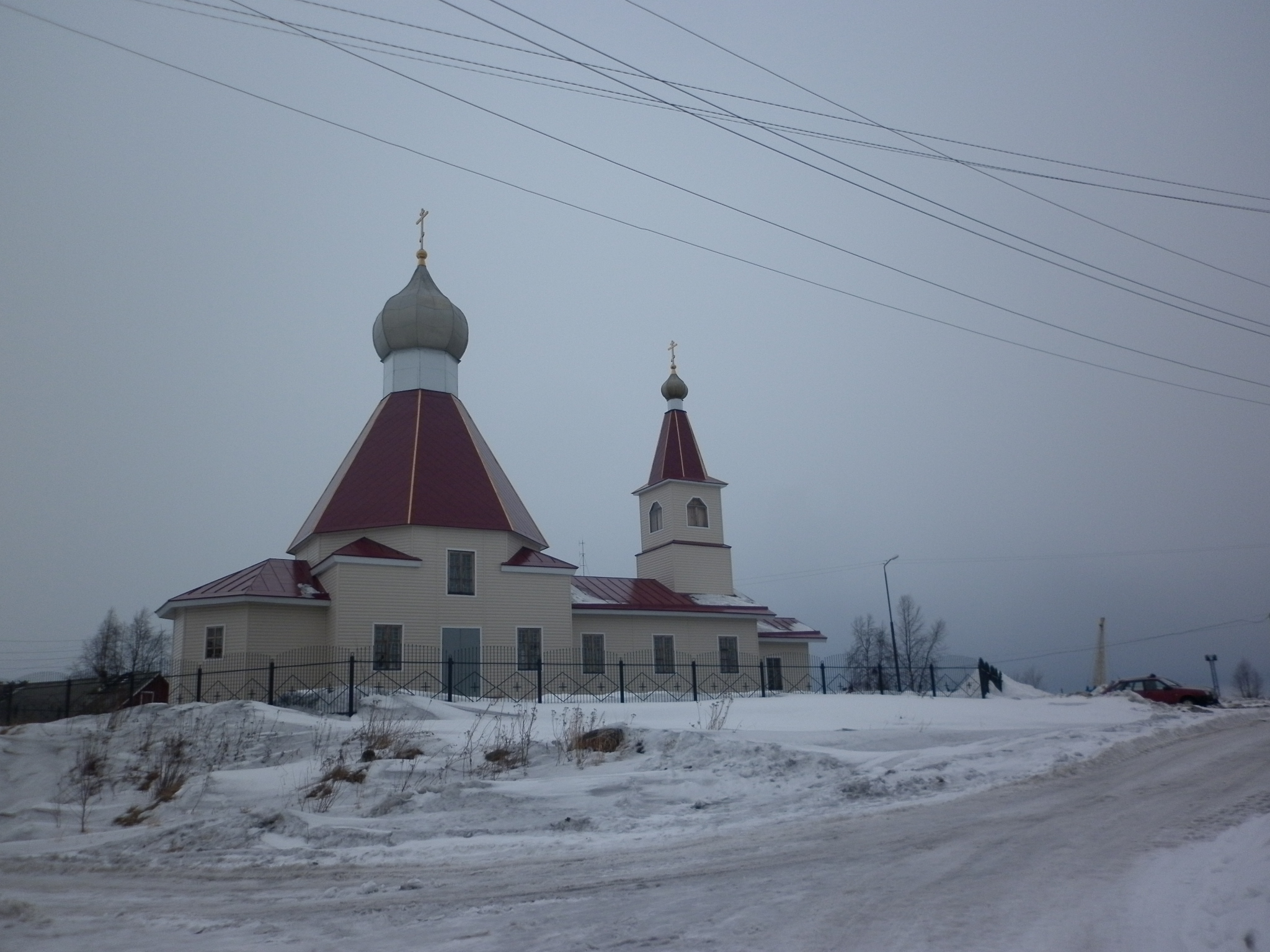
Église de la Nativité-de-Saint-Jean-Baptiste de Kandalakcha.

Le doyenné de Kandalakcha réunit huit églises et chapelles : à Kandalakcha, dans les villages d'Alakourtti, Zelenoborski et les localités de Beloïe More, Zaretchensk, Nivski.
- Doyenné de Kovdor: il réunit quatre églises, une à Kovdor (l'église de l'Assomption), une à Poliarnye Zori (l'église de la Trinité) et une dans le village d'Ionski et une dans celui d'Afrikanda[5].
- Doyenné de Kola

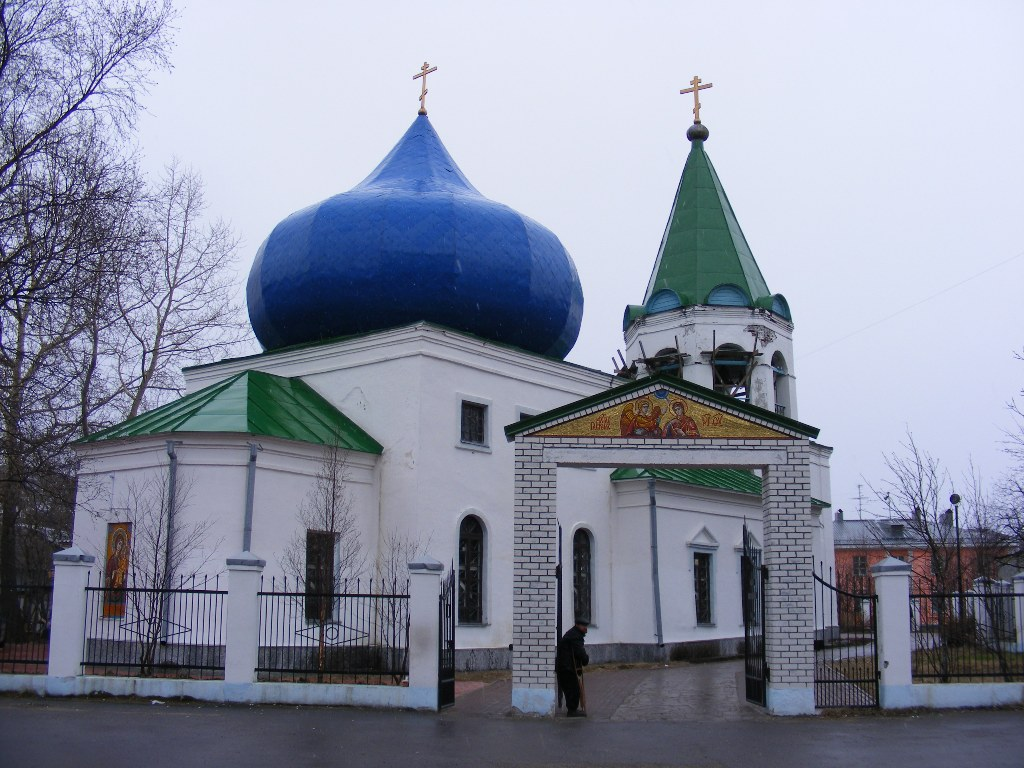
Église de l'Annonciation de Kola.

Le doyenné de Kola réunit 10 églises et 2 chapelles dans 5 localités.
- Doyenné de Mourmansk

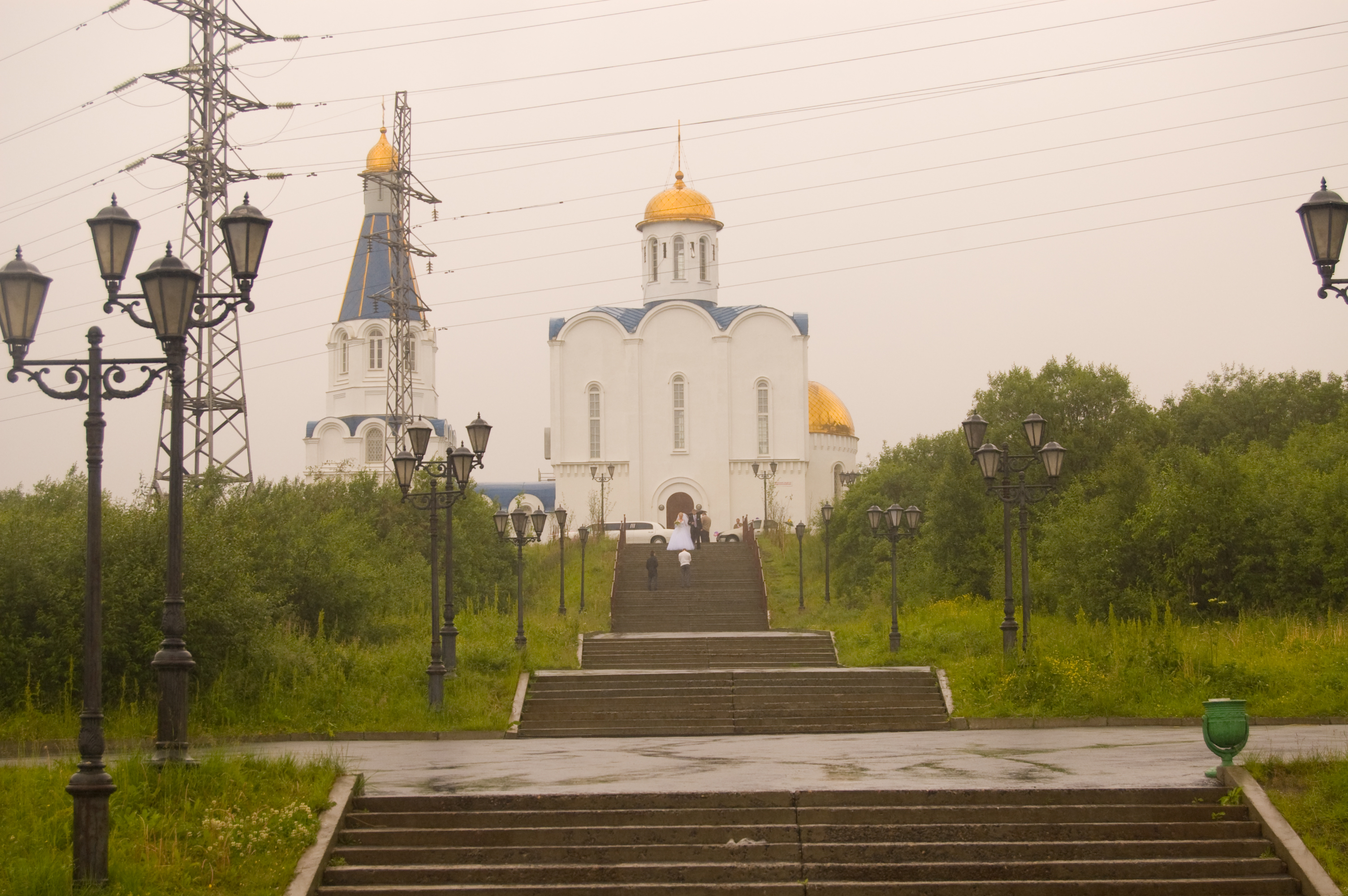
Église du Sauveur-sur-l'Eau de Mourmansk.

Le doyenné de Mourmansk réunit 12 églises (dont une à Minkino et une en Norvège à Kirkenes), 11 chapelles et l'hôtellerie filiale du monastère de la Petchenga (Mourmansk).
- Doyenné de Montchegorsk. Le doyenné réunit 8 églises et 4 chapelles dans 7 localités[8], dont à Montchegorsk la cocathédrale et deux chapelles.
- Doyenné de Khibinogorsk

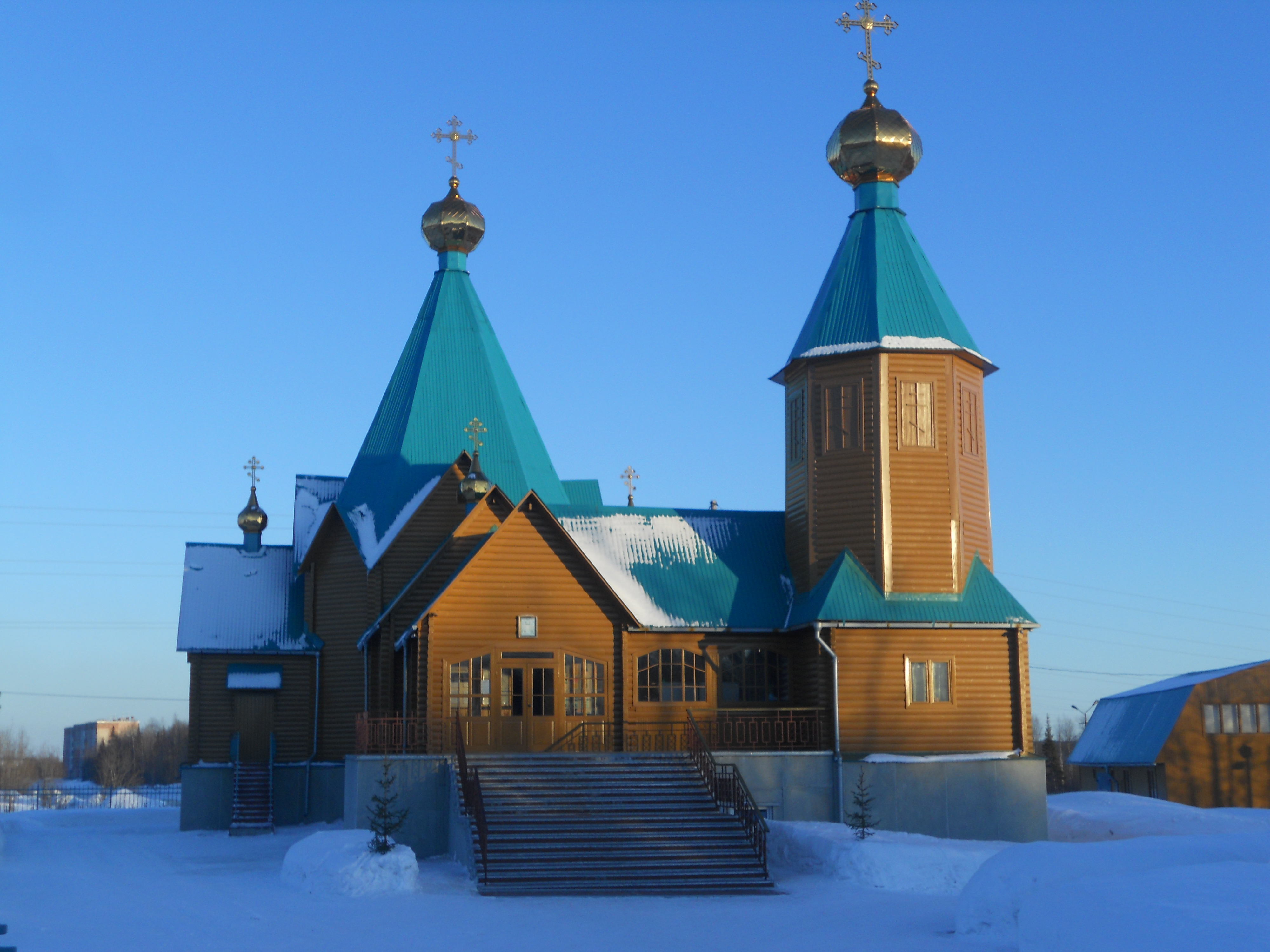
Église des Nouveaux-Martyrs-et-Confesseurs-Russes d'Apatity.

Le doyenné de Khibinogorsk réunit 4 églises, 5 chapelles et un monastère dans les villes d'Apatity (3 églises et 1 chapelle), Kirovsk (1 église, 2 chapelles et 1 monastère) et à Koachva (2 chapelles).